# Nikolaus-und-Franz-Xaver-Kirche (Otmuchów)

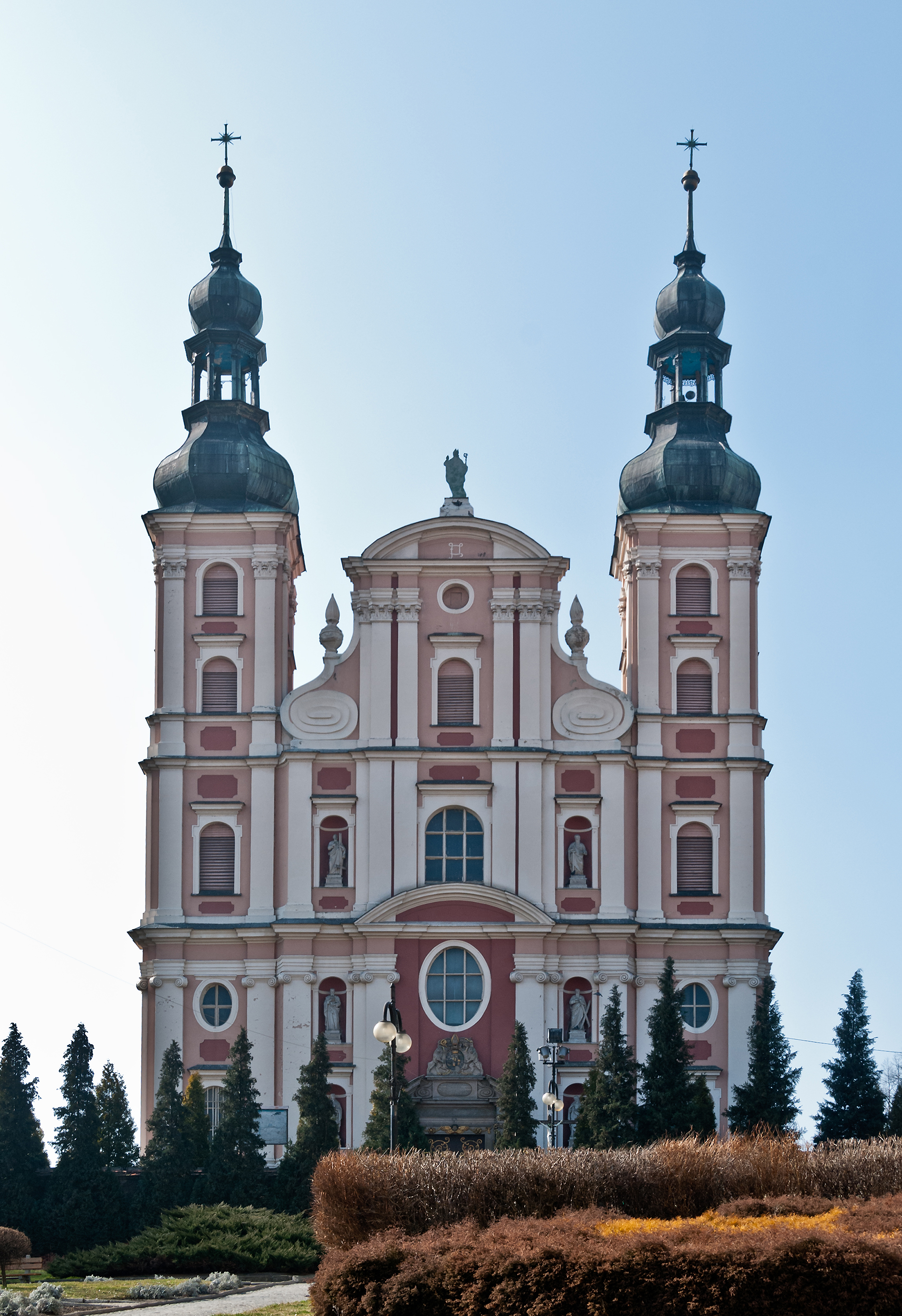
St. Nikolaus und Franz Xaver, Ansicht von Osten

Die Nikolaus- und Franz-Xaver-Kirche in Ottmachau (poln. Otmuchów, Woiwodschaft Oppeln) am westlichen Stadtrand zwischen der Szkolna- und Lompy-Straße wurde 1691 bis 1694 errichtet. Der Barockbau ersetzte die gotische St.-Nikolaus-Kirche, die zuvor abgerissen wurde.

## Geschichte

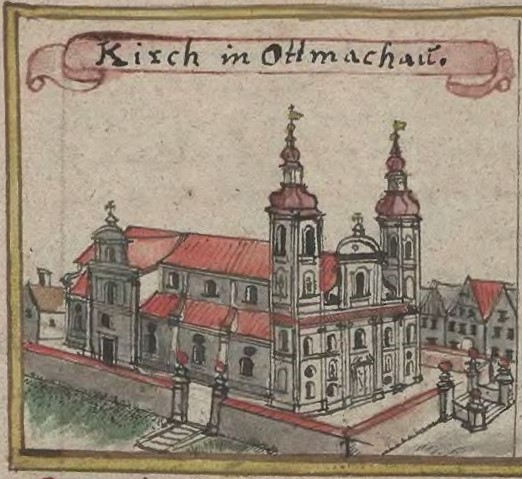
Zeichnung der Kirche aus dem 18. Jahrhundert

Die ursprünglich allein dem heiligen Nikolaus geweihte gotische Kirche wurde erstmals 1235 erwähnt. Von 1386 bis zur Verlegung des Ottmachauer Stifts nach Neisse 1477 diente sie als Stiftskirche. Wegen der während der Hussitenkriege erlittenen Schäden wurde sie abgerissen. Der Wiederaufbau erfolgte erst von 1691 bis 1694 als Stiftung des Fürstbischofs Franz Ludwig von Pfalz-Neuburg. Am 6. September 1694 wurde sie vom Breslauer Weihbischof Johann Brunetti geweiht und erhielt das Zweitpatrozinium des heiligen Franz Xaver, des Namenspatrons des Stifters. Den Entwurf der zweitürmigen basilikalen Barockkirche lieferte der aus Wien stammende Neisser Baumeister Johann Peter Tobler (Dobler).

## Architektur

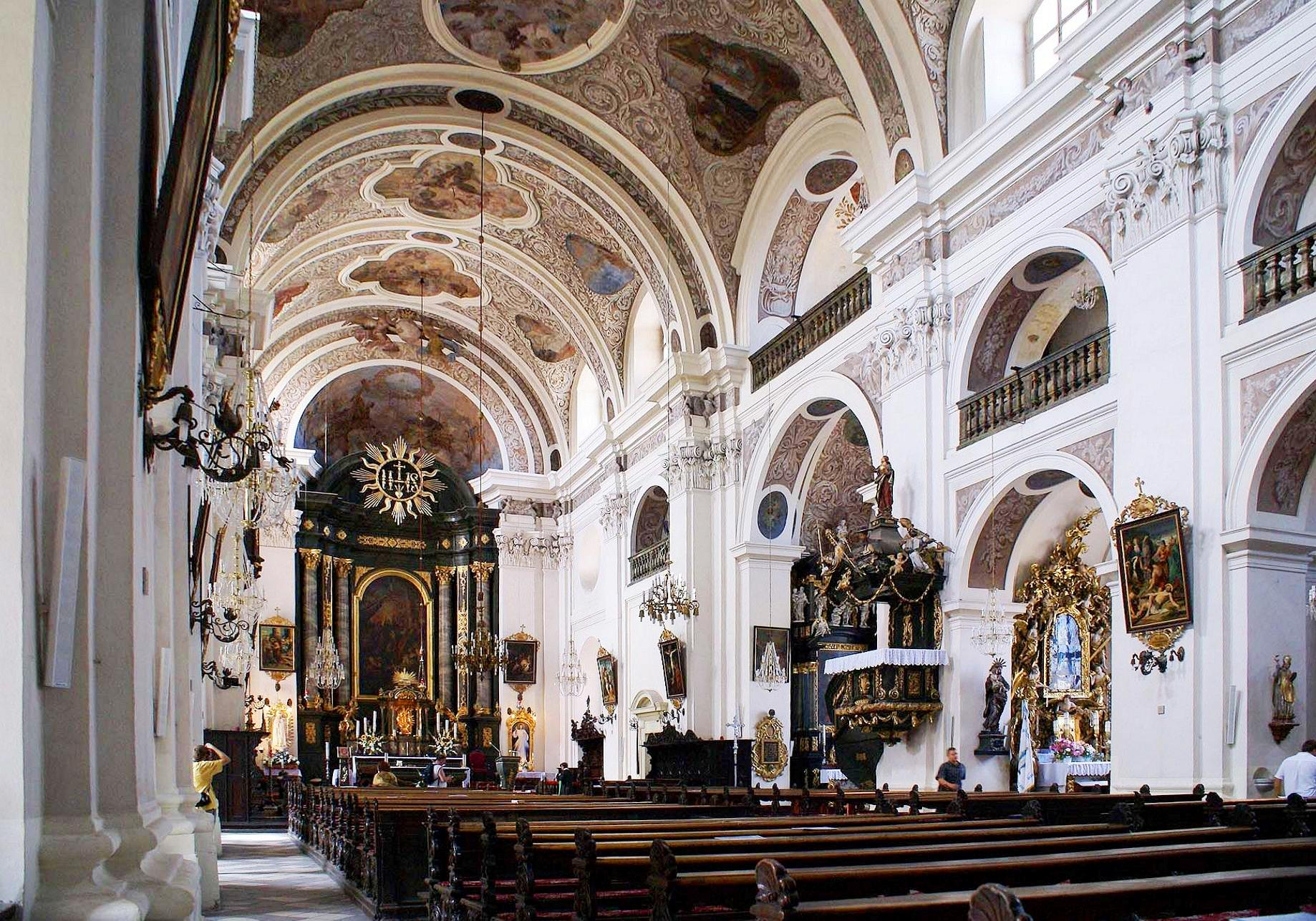
Inneres

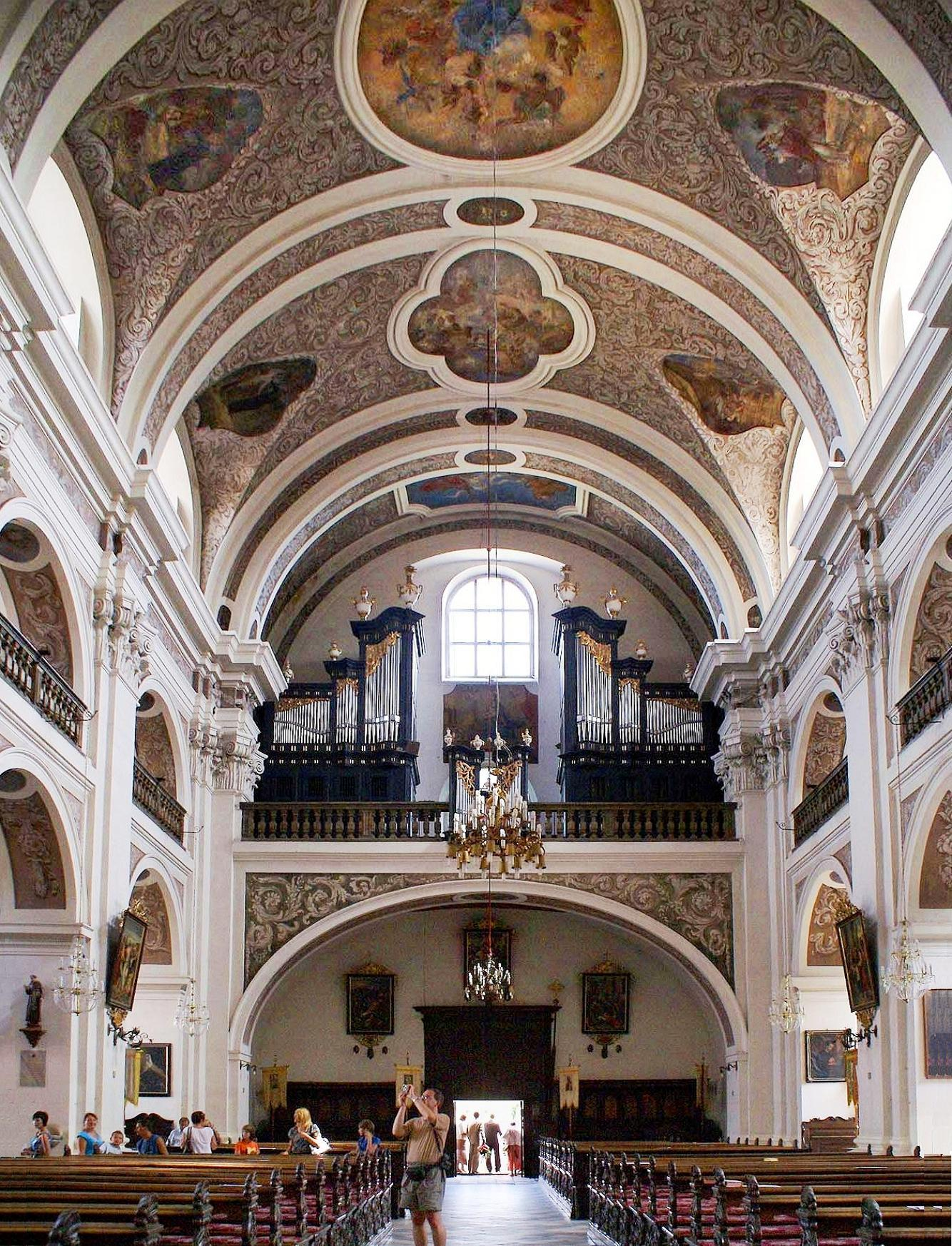
Blick zur Orgel

Die dreischiffige Kirche mit kurzem Querschiff und einer kuppellosen Vierung ist nach Westen orientiert.
Die Hauptfassade mit zwei 47 m hohen Türmen ist in drei Stockwerke aufgeteilt, wobei das untere Gebälk auf ionischen Pilastern ruht. Der mittlere Teil der Fassade zwischen den Türmen ist mit einem Giebel mit mächtigen Voluten und Pinakeln gekrönt. Auf dem Giebel steht die Skulptur des Hl. Nikolaus. Die Türme tragen zweigeschossige Zwiebelhelme mit dazwischenliegenden Laternen.
Das Mittelschiff ist mit einem Satteldach aus Dachziegeln, die Seitenschiffe mit Pultdächern gedeckt.
An der Innenausstattung waren bedeutende Barockkünstler beteiligt. Den Hochaltar schuf der Ellwanger Stuckateur Johann Weinmann, das Altargemälde «Der hl. Nikolaus segnet die Schiffbrüchigen» stammt von Michael Willmann. Ein weiteres Willmann-Gemälde «Enthauptung Johannes des Täufers» ziert einen der Seitenaltäre. Karl Dankwart schuf bis 1694 die Deckenmalereien, der Ottmachauer Bildhauer Johann Joseph Weiß († 1707) mehrere Schnitzwerke.
Über den Seitenschiffen befinden sich Emporen, mit dem Mittelschiff durch Arkaden verbunden.
Die Kanzel wird dem örtlichen Bildhauer Johann Josef Weiss zugeschrieben. Auf dem Baldachin über der Kanzel steht die Figur des Salvator Mundi mit der Erdkugel in der Hand. Eine Inschrift lautet: Qui habet aures audiat („Wer Ohren hat, der höre“). Auf der gegenüberliegenden Seite befindet sich die Bischofsloge mit dem Wappen des Fürstbischofs Franz Ludwig von Pfalz-Neuburg.
Zwischen den Türmen befindet sich die Orgelempore. Wegen des in der Mitte liegenden Fensters ist der Orgelprospekt zweiteilig. Die Orgel ist mit 3 Manualen, 50 Registern und 2810 Pfeifen ausgestattet.
Die Kirche wurde am 16. April 1949 unter 43/49 in das Verzeichnis der Baudenkmäler der Woiwodschaft Niederschlesien Oppeln eingetragen.